# Bolsterlang
Bolsterlang este o comună din landul Bavaria, Germania.
1. ↑   https://www.bayernportal.de/dokumente/behoerde/76886484518/ortsteile, accesat în 7 noiembrie 2024 Lipsește sau este vid: |title= (ajutor)
2. ↑  Alle politisch selbständigen Gemeinden mit ausgewählten Merkmalen am 31.12.2018 (4. Quartal) (în germană), Statistisches Bundesamt[*], arhivat din original la 10 martie 2019, accesat în 10 martie 2019